# Leslie Browne
Pour les articles homonymes, voir Browne.
Leslie Browne est une danseuse de ballet et une actrice américaine, née Lesli Brown en 1957 à New York.

## Biographie
Leslie Browne est la fille d'un couple de danseurs, Kelly Kingman Brown (1928-1981) et Isabel Mirrow Brown. Elle commence à danser à l'âge de sept ans, dans l'atelier de son père, en Arizona, avec son frère Ethan et sa sœur Elisabeth. Elle obtient une bourse pour étudier à la School of American Ballet, avant de rejoindre le célèbre New York City Ballet.
Elle joue notamment dans les films de danse Le Tournant de la vie (1977) et Nijinski (1980), réalisés par Herbert Ross, son parrain.
En 1977, à l'âge de 17 ans, elle est nommée à l'Oscar de la meilleure actrice dans un second rôle, pour son rôle d'Emilia Rodgers dans Le Tournant de la vie.
Elle est guest star dans la série télévisée Happy Days.
En 1976, elle rejoint l'American Ballet Theatre comme soliste, puis devient danseuse étoile en 1986.
Elle a pris sa retraite de la compagnie en 1993.